# Cyliosoma penicilligerum
Cyliosoma penicilligerum är en mångfotingart som beskrevs av Karl Wilhelm Verhoeff 1928. Cyliosoma penicilligerum ingår i släktet Cyliosoma och familjen Sphaerotheriidae. Inga underarter finns listade i Catalogue of Life.